# Helina oregonensis
Helina oregonensis är en tvåvingeart som först beskrevs av Malloch 1919.  Helina oregonensis ingår i släktet Helina och familjen husflugor. Inga underarter finns listade i Catalogue of Life.